# Volcán Romeral
El Romeral es un estratovolcán ubicado en la cordillera central andina colombiana.

## Características
Está situado en el departamento de Caldas, en cercanías de los municipios de Neira y Aranzazu. Su cima se eleva hasta los 3.858 m s. n. m. y está situado en el lado norte de la cadena volcánica Ruiz-Tolima, al noroeste del Cerro Bravo. Su estructura está formada, como la construcción de la mayoría de los volcanes colombianos, de rocas ígneas compuestas principalmente de andesitas y dacitas.
Es el segundo volcán holocénico más septentrional de América del Sur y de la propia Colombia sólo superado por el volcán Laguna de San Diego, sobre el Cinturón Volcánico de los Andes el cual fue creado por la subducción de la placa de Nazca debajo de la placa Sudamericana. Al igual que muchos otros volcanes formados en las zonas de subducción, el Romeral se caracteriza por el tipo de erupción pliniana. Como resultado de tales erupciones, en el lado noroeste del volcán se formaron dos depósitos de piedra pómez separadas por una capa de tierra. Los análisis de radiocarbono mostraron que los depósitos se formaron entre 8460 y 7340 años atrás.